# Richard Longin
Richard Martin Longin (Wenen, 29 september 1902 – 1967) was een Oostenrijks-Hongaars voetbaltrainer.
Longin, die ook Rett genoemd werd in plaats van Richard, was zelf speler geweest maar moest al vroeg stoppen. Hierna werd hij trainer en was eerst werkzaam in Joegoslavië en Portugal voor hij in het westen van Duitsland ging trainen. Hij trainde van 1930 tot 1932 zowel SC 1863 Cleve als VfB 1903 Cleve en was in het seizoen 1932/33 via De Zwaluwen trainer bij VV Tegelen, N.E.C. en NOAD voor een korte periode of eenmaal per week. Zo werkte hij in het seizoen 1933/34 ook een periode bij Lierse SK. In 1934 kreeg hij een vaste betrekking bij Blauw-Wit Amsterdam tot 1938 en was in de zomermaanden ook actief bij TSV Set (1937 en 1938), HFC Helder (1938) en NOAD in Tilburg en ODS uit Dordrecht (1939). In het seizoen 1939/40 was hij werkzaam bij Willem II waar hij in mei 1940 afscheid nam. Hij opende in Tilburg in 1939 een sportzaak en dreef daar tijdens de Tweede Wereldoorlog een café-restaurant Alt Wien dat zich richtte op de Duitse bezetter. Tussen 1939 en 1942 werkte Longin een dagdeel in de week als trainer bij VV RCS . 
Longin was na de oorlog trainer van FC Grenchen (1947-48), FC Aarau (Zwitserland, 1948-1950), in het seizoen 1950/51 bij een club in Wenen, Schwarz-Weiß Essen (Duitsland, 1951-52) en FC Lengnau (Zwitserland, 1956/57). Hij was gehuwd en had een dochter. 